# Gilbert de Beauregard Robinson
Gilbert de Beauregard Robinson (* 3. Juni 1906 in Toronto; † 8. April 1992 ebenda) war ein kanadischer Mathematiker.
Häufig wird er G. de B. Robinson zitiert.

## Leben
Robinson, der mütterlicherseits ein Verwandter des Südstaaten-Generals Pierre Gustave Toutant Beauregard war, war der Sohn eines Lehrers für klassische Sprachen. Er besuchte das St. Andrew’s College in Toronto und studierte an der University of Toronto mit dem Bachelor-Abschluss 1927. Danach ging er an die Universität Cambridge, an der er 1931 bei M. H. A. Newman promoviert wurde (On Certain Finite Linear Groups And Their Configurations Of Associated Points). Außerdem war er dort beim Gruppentheoretiker Alfred Young, dem er auch in seiner Dissertation für Unterstützung dankte. Nach seiner Rückkehr wurde er Lecturer und später  Professor an der University of Toronto, an der er bis zu seiner Emeritierung 1971 wirkte.
Er befasste sich mit Kombinatorik und der Darstellungstheorie der symmetrischen Gruppe. 1954 veröffentlichte er mit J. Sutherland Frame und Robert M. Thrall die Hakenlängenformel für Young-Tableaus, die die Dimensionen der dem Young-Tableau entsprechenden irreduziblen Darstellungen der symmetrischen Gruppe entspricht.
Nach ihm und Craig Schensted (manchmal auch zusätzlich nach Donald Knuth) ist die Robinson-Schensted-Korrespondenz benannt (häufig auch Robinson-Schensted-Algorithmus), eine bijektive Korrespondenz zwischen Paaren von Young-Diagrammen desselben Typs und Permutationen. Sie geht auf eine Arbeit von ihm von 1938 zurück, der Beitrag von Schensted stammt von Die Verfahren sind bei Schensted und Robinson aber sehr unterschiedlich. Die Korrespondenz hat neben Anwendungen in der Darstellungstheorie auch solche in der Kombinatorik.
Im Zweiten Weltkrieg war er von 1941 bis 1945 als Kryptanalytiker für die kanadische Regierung in Ottawa aktiv, als Leiter der SIGINT Examinaton Unit (SIGINT für Signals Intelligence).  Seine Tätigkeit war lange geheim, für sie erhielt er aber 1946 einen MBE.
Er war 1945 auf der Gründungskonferenz des Canadian Mathematical Congress und gründete mit H. S. M. Coxeter 1949 das Canadian Journal of Mathematics und war 30 Jahre dessen Herausgeber.
1977 gab er die Gesammelten Werke von Alfred Young heraus.
Der G. de B. Robinson Award der Canadian Mathematical Society ist ihm zu Ehren benannt. Von 1953 bis 1957 war er Präsident der Canadian Mathematical Society. 1944 wurde er Fellow der Royal Society of Canada.
1936 heiratete er Joan Turner Howard, mit der er einen Sohn und eine Tochter hatte.

## Schriften (Auswahl)
Außer die in den Fußnoten zitierten Arbeiten.
- The Foundations of Geometry, University of Toronto Press, 1940, 4. Auflage 1959
- mit O. E. Taulbee: On the Modular Representations of the Symmetric Group VI. Proc. Nat. Acad. USA, Band 41, 1955, S. 596–598.
- Representation theory of the symmetry group, University of Edinburgh Press 1961
- Vector Geometry, 1962
- The Mathematics Department in the University of Toronto 1827–1978, University of Toronto Press 1979